# Pierre Guilgot
Pierre Charles Guilgot est un homme politique français né le 3 novembre 1803 à Épinal (Vosges) et décédé le 28 septembre 1867 à Épinal.

## Biographie
Rentier, il est député des Vosges de 1850 à 1851, siégeant à gauche. Il proteste contre le coup d’État du 2 décembre 1851 et quitte la vie politique.